# NGC 7243
Coordenadas:  22h 15m 08.6s, +49° 53′ 51″
NGC 7243 (también denominado como Caldwell 16) es un cúmulo estelar abierto en la constelación boreal de Lacerta, el lagarto.

## Historia
Fue descubierto con un telescopio reflector de 18.7 pulgadas por el astrónomo William Herschel en septiembre de 1788, junto con muchos más objetos colindantes, luego observado nuevamente y catalogado por su hijo John Herschel en 1829.

## Observación

Carta celeste que muestra la ubicación del cúmulo NGC 7243.

Para localizarlo más fácilmente en el firmamento se busca la estrella α Lacertae, la más brillante de la constelación, al prolongar una línea imaginaria el cúmulo está dos grados al oeste de la estrella. Colinda también con 4 Lacertae y la nebulosa planetaria IC 5217.
Los componentes más brillantes del cúmulo oscilan entre la octava y la novena magnitud, lo que permite observarlo incluso con binoculares astronómicos de 10x50. Sin embargo, con un refractor de 4 pulgadas el cúmulo es completamente resoluble en dos grupos distintos de alrededor de 40 estrellas.
Dado que tiene una declinación mayormente boreal,[cita requerida] el cúmulo parece circumpolar desde buena parte del hemisferio norte, hasta las latitudes del norte del Mediterráneo.
Aunque el periodo en el que alcanza su punto más alto en el cielo vespertino es entre los meses de agosto y noviembre.[cita requerida]
En el hemisferio norte permanece visible la mayor parte de las noches del año. Desde el hemisferio sur, por el contrario, su visibilidad se limita a las regiones entre el ecuador y las latitudes templadas medias.

## Características físicas
El cúmulo está compuesto principalmente de estrellas blancas y azules. Su descripción morfológica se basa en la clasificación Trumpler (IV2p), lo que refiere a un cúmulo de forma irregular, de un rango de brillo medio de los miembros y pobre con menos de 50 estrellas.
NGC 7243 está ubicada en el Brazo de Orión, a 33 000 años luz del centro de la Vía Láctea o a una distancia de 2635 años luz de la Tierra, en una región contigua de grandes asociaciones OB del complejo molecular de la nube Cefeo y se cree que tiene poco más de 100 millones de años de edad. Dada su distancia y tamaño aparente, el cúmulo tiene un diámetro aproximado de unos 15 años luz.